# Sofiane Boufal
Sofiane Boufal (em árabe: سفيان بوفال‎; Paris, 17 de setembro de 1993) é um futebolista franco-marroquino que atua como ponta-esquerda. Atualmente, defende o Union Saint-Gilloise, da Bélgica.

## Carreira
Boufal começou a carreira no Angers. Em 9 de janeiro de 2015, ele se transferiu para o Lille. Em sua primeira temporada com a equipe francesa, marcou três gols em 14 jogos. Em 29 de agosto de 2016, Boufal assinou um contrato de cinco anos com o Southampton.

## Carreira internacional
Boufal estreou pela Seleção Marroquina de Futebol na vitória sobre Cabo Verde por 1–0.

## Estatísticas
Atualizado até 6 de outubro de 2018

### Clubes
| Equipe            | Temporada         | Campeonato nacional | Campeonato nacional | Copa nacional | Copa nacional | Competições continentais | Competições continentais | Total | Total |
| Equipe            | Temporada         | Jogos               | Gols                | Jogos         | Gols          | Jogos                    | Gols                     | Jogos | Gols  |
| ----------------- | ----------------- | ------------------- | ------------------- | ------------- | ------------- | ------------------------ | ------------------------ | ----- | ----- |
| Angers B          | 2012–13           | 22                  | 5                   | –             | –             | –                        | –                        | 22    | 5     |
| Angers B          | 2013–14           | 7                   | 0                   | –             | –             | –                        | –                        | 7     | 0     |
| Angers B          | Total             | 29                  | 5                   | –             | –             | –                        | –                        | 29    | 5     |
| Angers            | 2012–13           | 2                   | 0                   | 1             | 0             | –                        | –                        | 3     | 0     |
| Angers            | 2013–14           | 28                  | 0                   | 4             | 0             | –                        | –                        | 32    | 0     |
| Angers            | 2014–15           | 16                  | 4                   | 3             | 0             | –                        | –                        | 19    | 4     |
| Angers            | Total             | 46                  | 4                   | 8             | 0             | –                        | –                        | 54    | 4     |
| Lille             | 2014–15           | 14                  | 3                   | 2             | 0             | –                        | –                        | 16    | 3     |
| Lille             | 2015–16           | 29                  | 11                  | 6             | 1             | –                        | –                        | 35    | 12    |
| Lille             | Total             | 43                  | 14                  | 8             | 1             | –                        | –                        | 51    | 15    |
| Southampton       | 2016–17           | 24                  | 1                   | 3             | 1             | 2                        | 0                        | 29    | 2     |
| Southampton       | 2017–18           | 20                  | 2                   | 3             | 0             | –                        | –                        | 23    | 2     |
| Southampton       | Total             | 44                  | 3                   | 6             | 1             | 2                        | 0                        | 52    | 4     |
| Celta de Vigo     | 2018–19           | 31                  | 3                   | 0             | 0             | –                        | –                        | 31    | 3     |
| Celta de Vigo     | Total             | 31                  | 3                   | 0             | 0             | –                        | –                        | 31    | 3     |
| Total na carreira | Total na carreira | 193                 | 29                  | 22            | 2             | 2                        | 0                        | 217   | 33    |